# Симфония № 5 (Нильсен)
Симфония № 5, соч. 50, FS 97 — сочинение Карла Нильсена, написанное между 1920 и 1922 годами. Премьера симфонии состоялась в Копенгагене 24 января 1922 года под управлением композитора. Это одна из двух симфоний Нильсена, не имеющих авторского названия (другой такой симфонией является № 1).
Произведение имеет необычную структуру: оно состоит из двух частей. Симфония написана новаторским музыкальным языком и имеет множество контрастных элементов.

## История создания
Нет никаких свидетельств о том, что вдохновило Нильсена на написание Пятой симфонии или когда он начал работу над ней, но считается, что её первая часть была сочинена в Хумлебеке зимой или весной 1921 года. Полностью композиция была завершена к 15 января 1922 года (по крайней мере, эта дата указана в партитуре). Новую симфонию Нильсен посвятил своим друзьям Вере и Карлу Йохану Михаэльсенам. Премьера произведения состоялась всего через девять дней после его написания в музыкальном обществе Musikforening.

## Структура
1. Tempo guisto ― Adagio non troppo

1. Allegro — Presto — Andante un poco tranquillo — Allegro

## Исполнительский состав
- 3 флейты
- 2 гобоя
- 2 кларнета
- 2 фагота
- 4 валторны
- 3 трубы
- 3 тромбона
- туба
- литавры
- цимбалы
- треугольник
- тамбурин
- малый барабан
- челеста
- струнные